# Sabino Ruiz Jalón
Sabino Ruiz Jalón (Logronyo, 1902 - Bilbao, 1985), crític musical, musicòleg i compositor espanyol del segle xx.
La seva família es va domiciliar a Bilbao sent Sabino infant de curta edat. Als sis anys va començar a estudiar a l'Acadèmia Vizcaína de Música i després al Conservatori. Va iniciar la seva tasca de crític musical als divuit anys a "La noche", diari vespertí bilbaí. El 1923 es va traslladar a França on va completar la seva carrera musical. De retorn a Espanya va desenvolupar alguns concerts però la seva vocació el va fer dedicar-se a la crítica musical i la composició. La Diputació Provincial de Guipúscoa, el 1925, va convocar un concurs per premiar composicions musicals; Ruiz Xaló va obtenir premi amb els seus Quatre Preludis Bascos, per a piano. En aquells dies es va relacionar amb Jose Gontzalo Zulaika conegut com (pare Donostia) i, amb Andrés Isasi, de qui va rebre consells molt valuosos.
És autor de diverses obres, entre elles:
- Dansa de dimoniets, primera audició a París, el 1925;
- El atalayero de Machichaco, ballet d'ambient basc, els quatre fragments per a orquestra:
- Capvespre, Dansa de la Atalayera, Dansa de les bruixes (zortzico) i Dansa dels romeus, interpreten des de 1936 freqüentment les simfòniques de Bilbao, Pamplona, Saragossa .. .;
- El paper de mosques, ballet, representat a Bilbao i Sant Sebastià el 1942;
- Berceuse, per a orquestra de cambra;
- Capritx Ibèric, per a violoncel i piano;
- Cançons, etc.

Va abordar el teatre líric amb les sarsueles La maja discreta, La doncella i Tierra i mar, en tres actes, aquesta en col·laboració amb el compositor Urrengoechea sobre llibre de Roberto Salvanés; durant una estada de la Massa Coral de Bilbao a Madrid, l'any 1944, el dia 1 de maig la va estrenar amb gran èxit de públic i crítica. Ruiz Xaló ha pronunciat més de dues-centes xerrades, va exercir la crítica musical a "Ràdio Bilbao", "Ràdio Popular de Bilbao", havent estat crític titular del diari "La Gaceta del Nord". Autor de Juan Crisóstomo de Arriaga (1979), Cent anys de música a Bilbao. 1880-1980 (1981) i Entorn de la cançó popular basca. Membre de la RSBAP, el 1982 va rebre un homenatge a la capital biscaïna.